# Pyraloidea
Pyraloidea, natporodica leptira, dio klade Obtectomera. Sastoji se od dvije porodice, to su moljci trava (Crambidae) i plamenci (Pyralidae )
Neke vrste su štetnici šuma; u Hrvatskoj su to: Dioryctria abietella Schiff. - plamenac smrekovih češera i Dioryctria splendidella H.S. - borov smolar

## Porodice
1. Crambidae Latreille, 1810
2. Pyralidae Latreille, 1809